# ルカ・ペッレグリーニ
ルカ・ペッレグリーニ（Luca Pellegrini, 1999年3月7日 - ）は、イタリア・ローマ出身のプロサッカー選手。セリエA・SSラツィオ所属。ポジションはディフェンダー。

## 経歴

### クラブ
2011-12シーズンにASローマのユースチームに加入した。U-19チームでは、アルベルト・デ・ロッシ監督の下で2016-17シーズンにスーペルコッパ・プリマヴェーラとコッパ・イタリア・プリマヴェーラを制した。2018年4月17日、ローマと2022年までのプロ契約を結んだ。
2018年9月26日、フロジノーネ・カルチョ戦でアレクサンダル・コラロヴと交代で途中出場し、プロデビューを果たした。10月3日、UEFAチャンピオンズリーグ・ヴィクトリア・プルゼニ戦に途中出場し、CLデビューした。10月6日、エンポリ戦でトップチームで初めて先発出場し、60分にアレッサンドロ・フロレンツィと交代するまでプレーした。
2019年1月31日、カリアリ・カルチョにシーズン終了までのレンタルで移籍した。
2019年6月30日、レオナルド・スピナッツォーラとトレードという形でユヴェントスFCへの移籍が発表された。移籍金は2200万ユーロ、契約期間は2023年までの4年間。
2019年8月19日、再びカリアリ・カルチョに2020年6月30日までのレンタルで移籍した。
2020年9月26日、ジェノアCFCに1年間のローン移籍することが発表された。
2022年8月12日、アイントラハト・フランクフルトへの2023年6月30日までのレンタル移籍が決定。Kicker紙からは「コスティッチ2.0」と期待を寄せられる。
2023年1月31日、フランクフルトとの契約の早期打ち切りと、SSラツィオへの半年間のレンタル移籍が発表された。2023年8月17日、買い取り義務が付随する2年間のレンタル移籍で、ラツィオに再加入することが発表された。

### 代表
2019年、FIFA U-20ワールドカップに出場するU-20イタリア代表に選出された。
2019年8月30日、翌月に行われるUEFA EURO 2020予選のメンバーとしてイタリア代表に初選出された。およそ1年後の2020年11月11日にアルテミオ・フランキで行われたエストニアとの親善試合で、71分からエメルソン・パルミエリに代わってピッチに入り、初出場を果たした。試合も4-0で勝利し自身のデビューを飾った。